# Mikrobarograf
Mikrobarograf (av grekiska mikros, liten, och barograf) var en extra känslig barograf, konstruerad av Richard i Paris. Den bestod väsentligen av en serie av 
ytterst tunna aneroiddosor, vilka stod i förbindelse med yttre luften och var inneslutna i en reservoar, som kunde stängas medelst en kran och var omgiven av värmeisolerande ämne. Sedan kranen stängts, verkade instrumentet, så länge som temperaturen i reservoaren förblev konstant, som en differentialbarometer, vars angivelser registrerades på en kring en cylinder lagd pappersremsa, som vreds runt av ett urverk. Det kunde med lätthet registrera en lufttrycksändring, motsvarande en kvicksilverpelare av 1/100 mm höjd. Någon allmän användning som meteorologiskt instrument fick den inte, då den lätt påverkades av yttre störningar av olika slag.